# Пелагическая большеротая акула
Пелагическая большеротая акула (лат. Megachasma pelagios) — единственный известный вид рода большеротых акул Megachasma, принадлежащего монотипическому семейству большеротых акул Megachasmidae. Один из трёх известных науке видов акул, питающихся планктоном (помимо китовой и гигантской акулы). Со времени открытия этой глубоководной акулы в 1976 году она остаётся единственным известным видом своего семейства. К августу 2015 года было обнаружено всего 102 особи, из которых лишь немногих удалось научно исследовать. Об анатомии, поведении и ареале этой акулы пока известно очень мало.
Эти пелагические акулы обитают в тропических, субтропических и умеренных водах всех океанов между 40° с. ш. и 40° ю. ш. и 180° з. д. и 180° в. д. Встречаются на глубине до 1500 м. Максимальная зарегистрированная длина 5,7 м. Размножаются бесплацентарным живорождением с оофагией. Питаются планктоном.

## Таксономия
Впервые вид научно описан в 1983 году. 15 ноября 1976 года у острова Оаху на Гавайях американским исследовательским судном, был пойман самец нового вида, который  пытался перекусить опущенный в воду кабель и застрял в нём. Животное было тщательно изучено, и сегодня его чучело хранится в музее Гонолулу. В 1997 году на основании анализа информационной РНК было установлено, что большеротые акулы близкородственны прочим ламнообразным акулам. Проведённый в 1996 году морфологический анализ зубов подтвердил, что большеротые и гигантские акулы являются непосредственной близкородственной ламнообразным акулам группой и образуют близкородственный песчаным, ложнопесчаным, лисьим и сельдевым акулам таксон. Было сделано предположение, что сходство морфологии зубов может быть следствием параллелизма и не указывает на близкое родство с ламнообразными. Родовое название происходит от греческих слов μέγας — «огромный» и χάσμα — «пропасть», «бездна», а видовое от слова πέλαγος — «находящийся в море», «глубокий» и связано со средой обитания этих рыб.

## Ареал
Большеротые акулы встречаются в Атлантическом, Тихом и Индийском океане. Чаще всего их обнаруживали у берегов Японии, Тайваня и Филиппин. Из этого биологи делают вывод, что вид распространён по всему миру и предпочитает относительно тёплые широты. Эти пелагические рыбы попадаются как в неритической зоне, так и в открытом океане. Встречается в мелких бухтах на глубине от 5 м до континентального шельфа глубиной 40 м, а также в открытом море до 1500 м, обычно в диапазоне 120—166 м . Окраска и содержание жира в печени свидетельствуют скорее о том, что это эпипелагический, а не глубоководный вид.

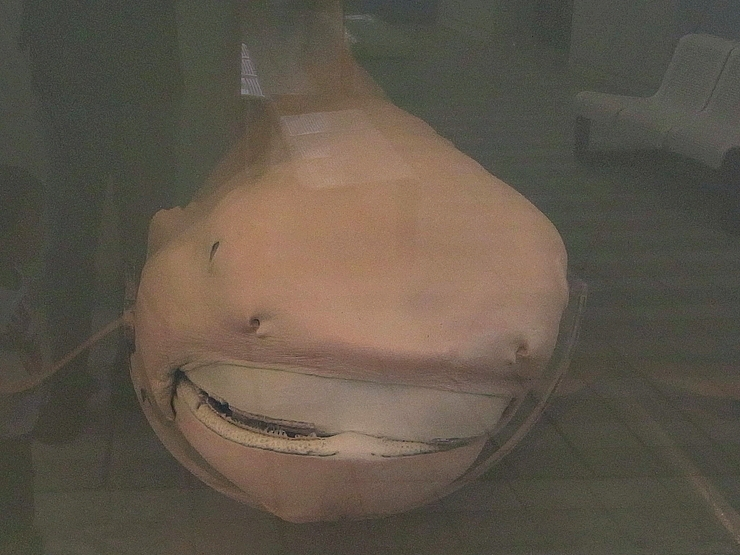

## Описание
Самым крупным измеренным экземпляром была самка величиной 5,70 м, запутавшаяся в сетях в заливе Сагами (Канагава, Япония) и обнаруженная 2 мая 2006 года. Её выпустили на свободу, однако позже она была найдена мёртвой. Предшествующим крупным экземпляром была мёртвая самка длиной 5,63 м, которую 19 апреля 2004 года прибило волнами к берегу у города Итихара в Токийском заливе. Самым мелким экземпляром был самец, пойманный 13 марта 2004 близ острова Суматра, размер которого составлял 1,77 м. Наиболее заметным внешним признаком, которому большеротая акула обязана своим именем, является крупная округлённая голова с коротким носом и огромной пастью. Голова по длине может быть сопоставима с туловищем. Рыло очень короткое, приплюснутое и закруглённое. Глаза довольно крупные, их длина составляет от 1,6 до 1,8 % от длины туловища. Жаберные щели удлинены, их длина равна 6,4—8,6 % от длины тела. Они не заходят на дорсальную поверхность головы. Последние две жаберные щели расположены над грудными плавниками. Жабры оснащены пальцевидными дермальными отростками (тычинками), имеющими внутри хрящ. Они бахромой покрывают внешнюю поверхность жаберных щелей. Очень крупный рот изогнут в виде дуги. Челюсти сильно выступают вперед. Зубы маленькие, шиловидной формы. Тело цилиндрическое, коренастое, приплюснутое и немного дряблое. Хвостовой стебель сжат, латеральные кили отсутствуют. Имеется небольшая прекаудальная выемка. Плакоидные чешуйки очень мелкие и мягкие. Окраска спины у неё тёмно-коричневая, живот более светлый. У большеротой акулы имеются два спинных плавника, один асимметричный хвостовой плавник. Верхняя лопасть хвостового плавника удлинена, нижняя лопасть короткая, но крепкая. Грудные плавники крупные, узкие и удлинённые. Брюшные плавники среднего размера, меньше грудных плавников и первого спинного плавника. Первый спинной плавник довольно крупный, треугольной формы, второй спинной плавник в 2 раза меньше. Основание первого спинного плавника расположено позади основания грудных плавников. Основание второго спинного плавника лежит между основаниями брюшных и анального плавников. Позвоночник кальцифицирован слабо. Общее количество позвонков 151, позвонков в туловищном отделе позвоночника 64. Кишечный спиральный клапан имеет 23—24 витка.

## Биология
Крошечные зубы, многочисленные пальцевидные отростки, бахромой покрывающие внешнюю поверхность жаберных щелей, и исследования содержимого желудка умерших животных указывают на то, что подобно гигантским, китовым акулам и мобулам пелагические большеротые акулы являются цедильщиками, основу рациона которых составляют мелкие организмы, такие как криль. Однако дряблое тело, мягкие плавники, асимметричный хвостовой плавник и слабая кальцификация позвоночника говорят о том, что этот вид гораздо менее активен по сравнению с прочими цедильщиками. Наблюдения за живой большеротой акулой и мечение подтверждают эту гипотезу.
В желудках большеротых акул находили криль, веслоногих ракообразных и медуз. В желудке первой найденной большеротой акулы был обнаружен криль Thysanopoda pectinata, средняя длина которого составляет 3,1 см. Этот рачок совершает суточные миграции, перемещаясь днём между 300 и 1100 м; ночью наблюдаются скопления этого вида на глубине 150—500 м (максимальный диапазон глубин 75—525 м).
Вероятно, большеротые акулы проплывают с широко раскрытой пастью сквозь массу криля, периодически смыкая челюсти и сжимая глотку, чтобы уплотнить корм перед проглатыванием. Рот большеротых акул имеет яркую серебристую окантовку, которая, вероятно, люминесцирует, являясь световой ловушкой для криля. Она становится видна, когда акула выдвигает вперёд верхнюю челюсть. Способность выдвигать челюсти вперёд, возможно, позволяет большеротым акулам засасывать пищу.
21 октября 1990 года у берегов Дана-Пойнт, Калифорния, в жаберных пелагических сетях на глубине 300—400 м обнаружили живого самца большеротой акулы длиной 4,9 м. Его отбуксировали к причалу и привязали к рыбацкой лодке. Дайверы сделали многочисленные фотографии акулы. Наблюдения показали, что она может свободно дышать, раздувая жабры; в отличие от прочих ламнообразных акул, ведущих активный образ жизни, постоянное движение для дыхания ей не требуется. Через день акулу отбуксировали в открытое море и отпустили на волю на глубине около 20 м, снабдив акустическим телеметрическим маячком. Акула немедленно нырнула, обогнала сопровождавших её дайверов и направилась на глубину за пределами континентального шельфа. За ней наблюдали в течение двух дней. Таким образом были получены первые данные о миграционном поведении этого вида, в том числе о вертикальных перемещениях. Стало известно, что ночь большеротая акула проводит на глубине около 12—25 м, а с рассветом опускается до глубины 120—160 м. Вероятно, рыба следует за крилем, который меняет своё глубинное местоположение в схожем ритме. Кроме того, было сделано предположение, что при выборе глубины акула ориентируется на уровень освещённости. Несмотря на малую активность большеротая акула способна в течение продолжительного времени двигаться с крейсерской скоростью около 1,5—2,1 км/ч.

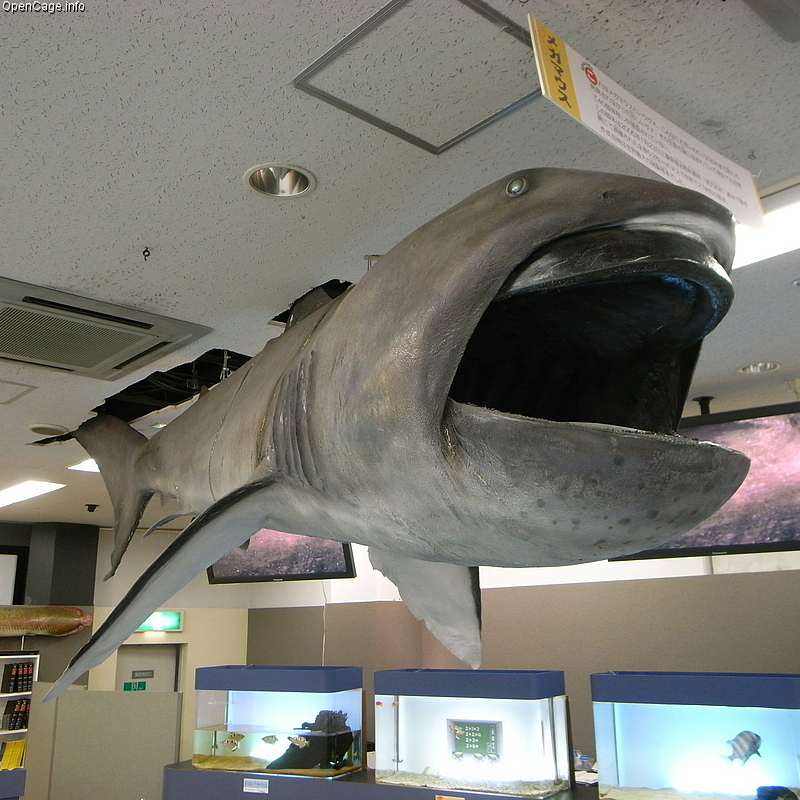

Самцы, обнаруженные 29 ноября 1984 и 21 октября 1990 года у берегов Калифорнии, незадолго до этого спаривались, о чём свидетельствовало истечение из птеригоподий сперматофоров, а также потёртости на них и кровотечение. У одного из самцов на нижней челюсти имелась свежая рана, схожая с теми, которые акулы получают в ходе спаривания при удержании партнёра. Возможно осенью большеротые акулы приплывают в воды Южной Калифорнии, чтобы спариться. Птеригоподии первого найденного экземпляра большеротой акулы подробно описаны. Они были довольно тонкими с заострённым кончиком, который образовывал очень узкий отросток.
29 ноября 1994 года в Японии была найдена мёртвая самка большеротой акула длиной 4,71 м. Исследователи подробно изучили её и пришли к выводу, что она еще не достигла половой зрелости на основании того, что её матка была увеличена только с заднего конца, яичники были плохо развиты, а ооциты очень маленького размера. Яичники большеротой акулы похожи на яичники прочих ламнообразных акул, вероятно, этот вид также размножается бесплацентарным живорождением с оофагией. 23 апреля 1998 года была найдена взрослая самка большеротой акулы длиной 5,44 м. Её увеличенная матка достигала длины 26 см. В правом яичнике имелось большое количество беловато-жёлтых яиц.
Есть подтверждённое наблюдение за тем, как 30 августа 1998 года у берегов Манадо, Северный Сулавеси, Индонезия, три кашалота атаковали или играли на поверхности воды с большеротой акулой. У основания первого спинного плавника и в области жабр у неё имелись отметины от зубов китов. После приближения наблюдателей кашалоты оставили акулу в покое, повреждения у неё были незначительные и она быстро ушла на глубину.
Почти все найденные большеротые акулы имели на теле шрамы. Мягкая кожа делает их уязвимыми для нападений светящихся бразильских акул, которые присасываются к ним, оставляя глубокие кратерообразные раны. На большеротых акулах паразитируют цестоды Corrugatocephalum ouei и Mixodigma leptaleum и веслоногие рачки Dinemoleus indeprensus.

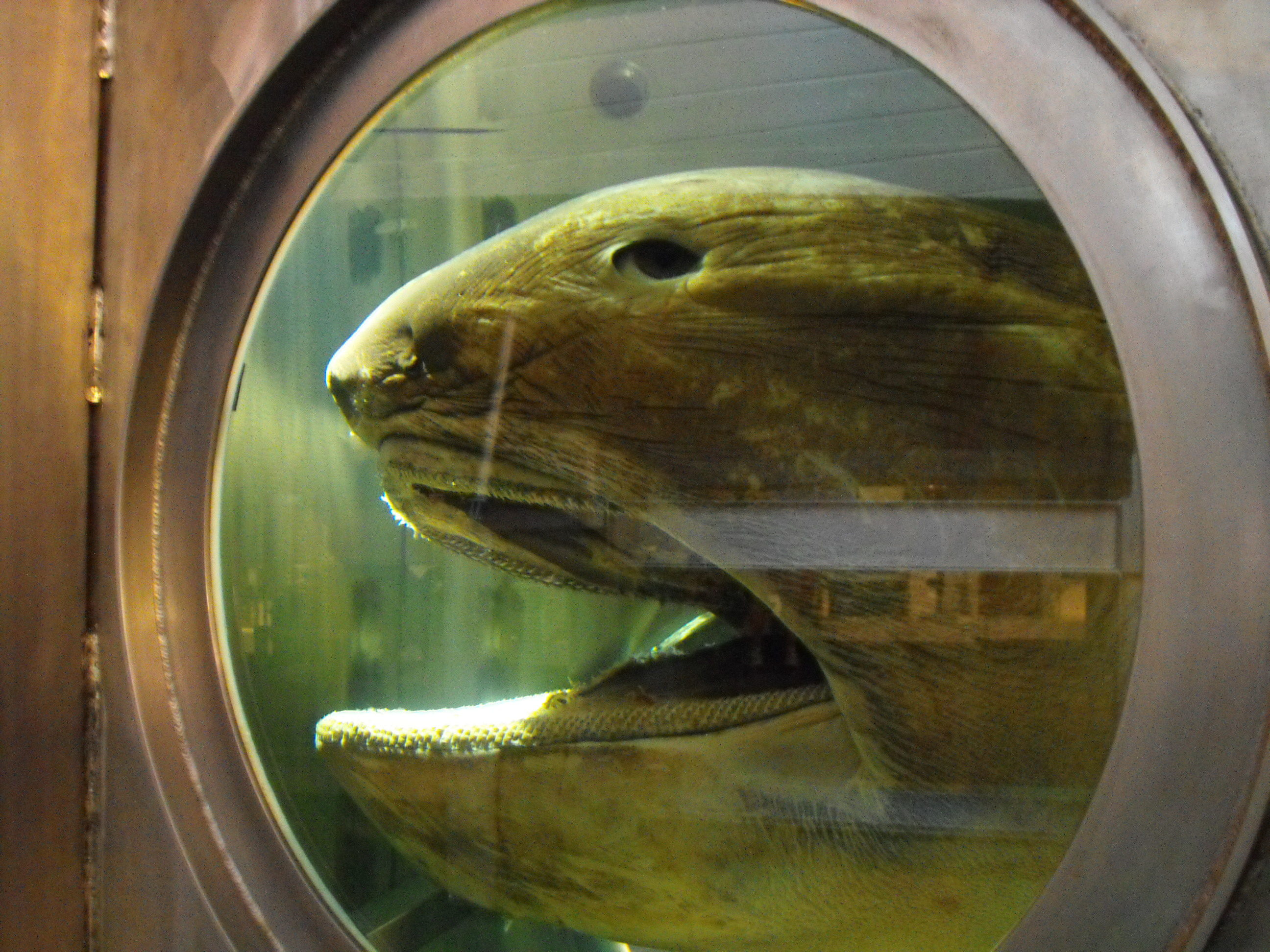
Голова большеротой акулы, выставленная в Западно-Австралийском морском музее.

## Взаимодействие с человеком
Нельзя точно сказать, попадались ли пелагические большеротые акулы людям в прежние столетия и не они ли послужили причиной возникновения легенд о морских чудовищах, являющихся смесью кита и акулы.
Несмотря на внушительные размеры, большеротые акулы не представляют опасности для человека. Из-за того, что этот вид встречается крайне редко, он не представляет коммерческого интереса, хотя несколько раз видели, как их мясо продавалось на местных рынках. Изредка эти акулы попадаются в качестве прилова, но их обычно выбрасывают за борт, поскольку они слишком велики. В качестве экспоната они высоко ценятся океанариумами и музеями. Данных для оценки статуса сохранности недостаточно.